# Сант-Антонио-Абате-аль-Эсквилино
Сант-Антонио-Абате-аль-Эсквилино (итал. Sant'Antonio Abate all'Esquilino) или Церковь Святого Антония Великого на Эсквилине — церковь в Риме на холме Эсквилин, освященная в честь Антония Великого.

## История
Церковь была построена в 1308 году для госпиталя, основанного во второй половине XIII века для лечения страдающих от «огня Святого Антония», и заменила более ранний храм V века, известный как «Sant’Andrea Catabarbara». Легенда гласит, что церковь посещал святой Франциск Ассизский.
В 1481 году, при папе Сиксте IV, храм был перестроен кардиналом Констанцо Гульельми. С 1492 ежегодно на день Святого Антония Великого 17 января, считавшегося покровителем животных, на площади перед церковью проводилась церемония «благословения домашнего скота» (с 1932 года переносится на площадь перед храмом Сант-Эусебио-аль-Эсквилино).
В 1583 году Доменико Фонтана пристроил к зданию капеллу, посвященную святой Терезе Авильской (ныне придел святых Кирилла и Мефодия). В 1585 году Николо Цирциньяни расписал свод церкви фресками.
В XVIII веке интерьер храма был обновлен в стиле барокко. Вскоре после этого, однако, госпиталь потерял смысл, так как болезни, для лечения которых он предназначался, стали встречаться очень редко. Церковь была заброшена вскоре после Объединения Италии.
В 1928 году храм и окружающая территория были выкуплены Святым Престолом и вместе с прилегающими строениями переданы в ведение русских грекокатоликов для папской коллегии Руссикум (церковь отделяет друг от друга здания Руссикума и Папского восточного института и для нужд обоих учебных заведений была перестроена по канонам византийской литургической традиции).
6 декабря 1936 года в храме была совершина хиротония епископа Александра Евреинова.
Регентом хора доогие годы был Грибановский, Дмитрий Иванович.

## Оформление
На фасаде можно увидеть два посвящения:
- основателю госпиталя кардиналу Пьетро Капоччи:

D[omnus] Petrus Capoccius, cardinalis, mandavit construi hospitale in loco isto et D[omni] Otho Tusculanus, episcopus, et Iohannes Caietanus, cardinalis, exequutores eius fieri fecerunt pro anima D[omni] Petri Capocci.
- основателю Руссикума папе Пию XI:

PIVS.XI.PONT.MAX.A.XI
В плане храм представляет собой латинский крест с тремя нефами под крещатым сводом. Каждый неф заканчивается апсидой — центральная апсида содержит живописный образ Распятия работы Джованни Одацци, а две других русские иконостасы (как автор икон и росписей в русском стиле называется Григорий Петрович Мальцев). Боковые приделы также содержат иконостасы и остатки барельефов прежней церкви, стоявшей на этом месте, датируемых IX-X веком и обнаруженных в ходе реставрационных работ XX века.